# Кабанья (река, впадает в Японское море)
Кабанья (до 1972 года — Нахтоху, Нахтахе) — река на севере Тернейского района, на северо-востоке Приморского края. Исток находится вблизи главного водораздела Сихотэ-Алиня на высоте ок. 1240 м. Течёт на восток и впадает в бухту Крепостная Татарского пролива Японского моря, почти в 40 км к северу от посёлка Светлая. Длина реки 97 км, площадь водосбора 1086 км². По водоразделу граничит с бассейном реки Бикин, а также имеет общие водоразделы с реками, впадающими в Японское море (Пея, Ахами, Кюма, Венюковка, Единка).

## Название
Нахтоху, также Нахтахе или Нахтаха — китайское название. По мнению Соловьёва, название неясного происхождения: в языке местных народов есть похожее слово, означающее дикий кабан; также возможно от китайского Наодахэ: нао — «грязь», да — «большой», хэ — «река», то есть Большая грязная река. Удэгейское название — Накту или Нактана. У В. К. Арсеньева (1907): «Река Нахтоху (по-удэхейски Накту или Нактана, названная топографами рекой Лебедева) …». Нахтахе (или Нахтоху) — искажённое китаизированное удэгейское название: к удэгейскому «накта» (кабан) добавлен китайский формант «хэ» (река). При переименовании (1972) было переведено аборигенное название.

## Рельеф
На площади водосбора Кабаньей распространён низкогорный и среднегорный рельеф. Отметки плавно повышаются от берега моря на запад и становятся максимальны на главном водоразделе Сихотэ-Алиня. Высшая точка в бассейне реки — гора Водораздельная (1557 м над ур. моря). Кроме того, значительные высоты (до 1259 м) и расчленённый рельеф наблюдаются в горном узле на водоразделе Кабаньей с Единкой и Венюковкой. С юга высоты значительно меньше, водораздел с рекой Пеей проходит по базальтовому Зевинскому плато.
Значительная площадь в бассейне реки (ок. 22 %) занята ровными или слабонаклонными поверхностями базальтовых плато. На большем своём протяжении долина Кабаньей глубоко врезана и имеет трапециевидное сечение, с крутыми склонами и относительно узкой долиной, расширяющейся лишь в нижнем течении, после впадения Трифоновского ключа. Такого же типа и большинство её притоков, берущих начало на поверхности плато.
Поверхность плато в некоторых местах заболочена, имеются небольшие озёра. Кроме того, в верховьях Кабаньей имеется озеро, образовавшееся на поверхности сползшего в долину блока горных пород с края плато — озеро Охотничье.

## Природа
Большая часть водосбора реки Кабанья занята хвойными елово-пихтовыми и лиственничными лесами. Смешанный лес произрастает лишь по долинам и южным склонам в низкогорье. На поверхности плато и пологих склонах первичные леса подверглись вырубке. В верхней части бассейна распространены гари. Склоны гор выше 1200 м заняты горной тундрой. На крутых склонах и уступах плато встречаются курумы.

## История освоения
В начале XX века вдоль побережья была проложена телеграфная линия. Она пересекала реку Кабанью (тогда Нахтахэ) в нескольких километрах от устья. Там же располагалась небольшая деревня Крепостная. В начале XXI века в бассейне реки велись массовые заготовки древесины. По плато и водоразделам проложена сеть лесовозных дорог и усов. Геологоразведкой были обнаружены золоторудные месторождения (Приморское, уч. Глиняный и др.), на которых велись открытые горные работы. Древесина и руда вывозилась в порт Светлая по грунтовым дорогам. Через территорию водосбора Кабаньей проложены две транзитные автодороги — в верхнем и нижнем течении. Имеются два моста — в 10 км от устья и в 15 км от истока реки.

## Отдых и туризм
Кабанья — самая крупная в Приморском крае река, в бассейне которой нет населённых пунктов и постоянного населения. Также, это крупнейшая река в Приморье, на пляж в устье которой нельзя проехать на автомобиле. Река достаточно крупная для спортивного сплава, особенно от устья р. Дагды, но, как правило сплавляются лишь от нижнего моста до бух. Крепостная.
В бассейне реки широко распространены ландшафты, характерные для северной тайги — лиственничные мари, густые ельники. В лесах встречаются сохатые, глухари и другие представители северной фауны. На вершинах гор Водораздельная, Подкова и других, распространены гольцы и горная тундра. В верховьях притоков (Южный, Фьордовый, Калёный) до конца июня сохраняются наледи и нерастаявшие лавинные выносы снега.
В верховьях Кабаньей расположено озеро Охотничье. Оно образовалось при сползании блока горных пород с бровки плато. Поверхность сползающего блока наклонена в сторону края плато, в результате стока воды не происходит, образуется озеро.

## Притоки (км от устья)
Расстояния подсчитаны по спутниковым снимкам Wikimapia с учётом изгибов русла реки.
- 0 км: исток
- 6 км: кл. Фьордовый (пр)
- 8 км: кл. Гордеевский (пр)
- 12 км: кл. Чудный (пр)
- 18 км: кл. Южный (лв)
- 37 км: р. Елисеевка (лв)
- 67 км: р. Дагды (пр)
- 70 км: кл. Черепановский (лв)
- 77 км: кл. Трифоновский (пр)
- 79 км: кл. Бойкий (лв)
- 83 км: кл. Медвежий (пр)
- 88 км: кл. Пейский (пр)
- 89 км: кл. Тихий (лв)
- 95 км: кл. Бочкарёвский (лв)
- 96 км: кл. Мельничный (лв)
- 97 км: устье